# Чехіміндсент
Чехіміндсент (угор. Csehimindszent) — село на заході Угорщини у медьє Ваш. Раніше село називалося Чехі-Міндсент. Станом на 1 січня 2015 року у селі проживало 360 осіб.

## Відомі уродженці
- Йожеф Міндсенті (1892—1975) — угорський кардинал, архієпископ Естергома і примас Угорщини, активний діяч Угорської революції 1956 року.